# Bipersona torticauda
Bipersona torticauda är en insektsart som först beskrevs av David D. Gillette 1907.  Bipersona torticauda ingår i släktet Bipersona och familjen långrörsbladlöss. Inga underarter finns listade i Catalogue of Life.